# Parasmittina raigioidea
Parasmittina raigioidea är en mossdjursart som beskrevs av Liu 200. Parasmittina raigioidea ingår i släktet Parasmittina och familjen Smittinidae. Inga underarter finns listade i Catalogue of Life.